# جیمز والش (شناگر)
جیمز والش (به انگلیسی: James Walsh) (زادهٔ ۲۳ دسامبر ۱۹۸۶) شناگر اهل فیلیپین است.